# 예술이란 무엇인가?
예술이란 무엇인가?(러시아어: Что такое искусство?, 영어: What is Art?)는 레프 톨스토이가 쓴 책으로 러시아에서 1897년에 완성되었다. 초판은 러시아 정부의 검열로 어려움을 겪어 영어로 출판되었다.
그는 예술과 예술가에 관한 시간과 노력, 공적인 자금, 대중의 관심등을 망라하고, 예술에 관한 일반적 의견이 부정확함을 지적하였다.
그는 예술에 대하여 아름다움의 사용을 반대하며, 감정을 전달하는 어떤 것으로 정의하였다.